# Тепчайя Ун-Ну
Тепчайя́ Ун-Ну (англ. Thepchaiya Un-Nooh; род. 18 апреля 1985) — тайский профессиональный игрок в снукер.

## Биография
Стал профессионалом в 2009 году после того, как в 2008 выиграл чемпионат мира среди любителей.
В сезоне 2009/10 главным достижением тайского игрока является 1/32 финала чемпионата Великобритании. Однако проигрыш в первом раунде квалификации к чемпионату мира 2010 года вынудил его покинуть мэйн-тур.
В 2015 году на чемпионате мира в матче с Нилом Робертсоном при попытке набрать максимум не забил последний чёрный шар, набрав 140 очков. Это один из самых знаменитых промахов в истории снукера.
В сезоне 2015/16 вышел в 1/4 финала World Grand Prix, где проиграл Дин Цзюньхуэю со счётом 3:4.
Верхом карьеры тайского снукериста стала победа на турнире Шот-аут-2019. Он подтвердил, что является самым быстрым снукеристом в мире и легко одолел всех соперников. В финале Тепчайа переиграл английского профессионала — Майкла Холта. Ещё одним достижением Ун-Ну на этом турнире стала серия в 139 очков, показанная им в полуфинале. В 2021 году это достижение превзошел Марк Аллен, показав в первом раунде серию в 142 очка.